# Weniamin Soldatenko
Weniamin Wassiljewitsch Soldatenko (kasachisch Вениамин Васильевич Солдатенко; * 4. Januar 1939 in Schkurowka, Kasachische SSR; † 15. Juli 2023) war ein sowjetischer Leichtathlet. Bei einer Körpergröße von 1,75 Meter betrug sein Wettkampfgewicht 64 Kilogramm.

## Sportliche Laufbahn
Weniamin Soldatenko gehörte von 1969 bis 1978 zur Weltklasse im 50-km-Gehen.
Bei seiner ersten Teilnahme an Europameisterschaften 1969 in Athen wurde er in 4:23:04,8 h Dritter hinter den beiden DDR-Gehern Christoph Höhne und Peter Selzer. Bei den Europameisterschaften 1971 in Helsinki gewann er in 4:02:22,0 h vor Höhne und Selzer.
1972 bei den Olympischen Spielen in München blieb er mit 3:58:24,0 h unter vier Stunden und gewann Silber hinter Bernd Kannenberg aus der Bundesrepublik Deutschland. Bei den Europameisterschaften 1974 wurde Soldatenko Fünfter in 4:09:31,6 h.
Für die Olympischen Spiele 1976 hatte der Leichtathletik-Weltverband IAAF das 50-km-Gehen aus dem Programm gestrichen. Stattdessen wurde in Malmö eine Weltmeisterschaft im 50-km-Gehen ausgetragen. Diese Weltmeisterschaft war die erste offizielle Weltmeisterschaft in einer klassischen olympischen Disziplin der Leichtathletik, nachdem seit 1973 Weltmeisterschaften im Crosslauf ausgetragen wurden. Da 1980 das 50-km-Gehen wieder auf dem olympischen Programm stand, blieb diese Weltmeisterschaft mit einem einzigen Wettbewerb eine Kuriosität. Weniamin Soldatenko gewann in Malmö in 3:54:40 h vor dem Mexikaner Enrique Vera und dem Finnen Reima Salonen und war somit erster Weltmeister im Gehen.
Bei den Europameisterschaften 1978 war Soldatenko noch einmal dabei und gewann in 3:55:12 h Silber hinter dem Spanier Jorge Llopart.